# 포괄적 공동행동계획

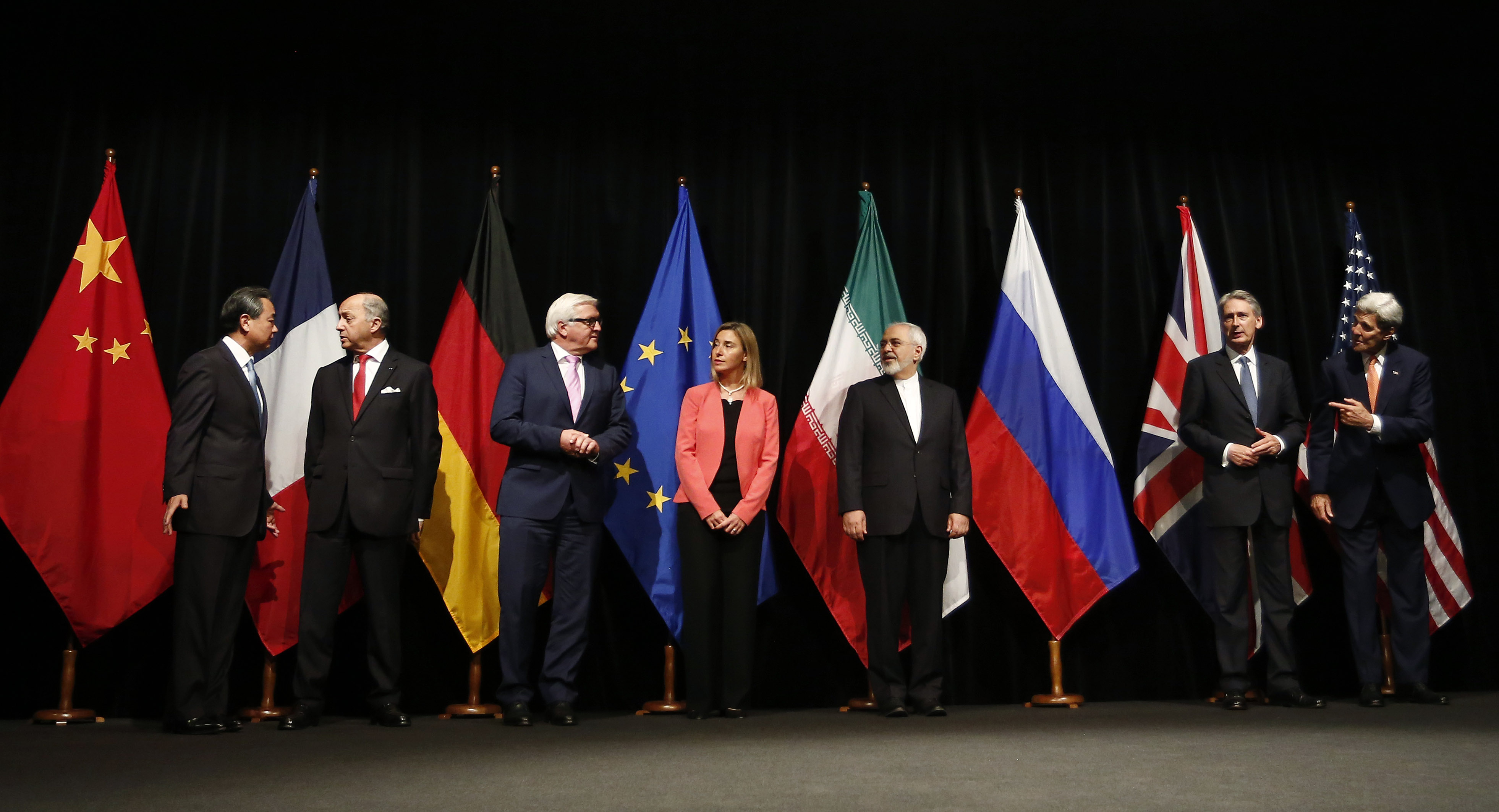
2015년 7월 14일 포괄적 공동행동계획(이란 핵합의)를 공식발표했다.

포괄적 공동행동계획(包括的 共同行動計劃, 영어: Joint Comprehensive Plan of Action, 페르시아어: برنامه جامع اقدام مشترک, JCPOA)은 2015년 7월 14일 오스트리아 빈에서 체결된 이란의 군사목적의 핵 문제에 관한 합의 문서이다. 미국, 러시아, 중화인민공화국, 프랑스, 영국, 독일, 유럽 연합은 기존의 미국과 이란간의 비밀 협상을 통해서 마련된 이란 비핵화 방안을 받아 들였다. 

임시 단계로이란 핵협정 프레임 워크을 먼저 체결하여, 최종 단계로 포괄적 공동 행동 계획이라는 이름의 이란 비핵화 방안이 체결되었다. 이란 핵협정의 국제적 반응은 다양 하였다. 

보통 이란 핵협정이라고 부른다. 이런 핵협정이 UN 상임 이사국을 포함하여 이란이 동의하여, 서명되기까지는 1년 6개월에 걸친 기간 동안의 이란 핵협정의 협상 과정을 통해서 이루어 진것이다. 

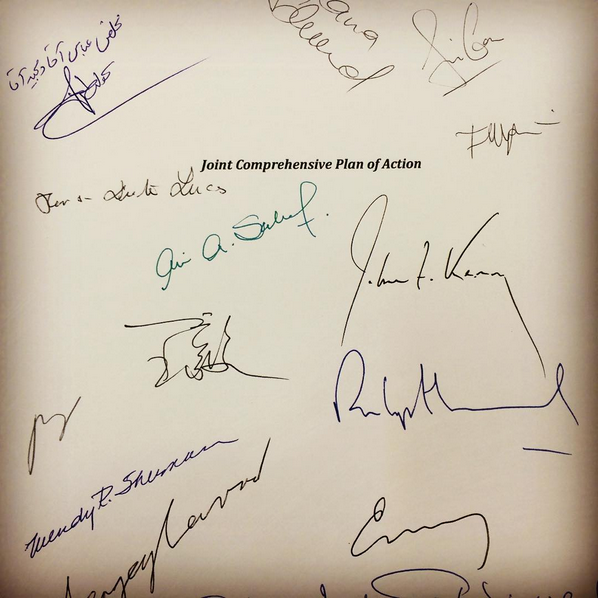
포괄적 공동행동계획 (JCPOA) 문서의 표지에 있는 리드 협상가의 기념품 서명내용. 왼쪽 상단의 페르시아어 필적으로 이란의 외무 장관 모하마드 자바드 자리프가 미국등과 이란의 비협상에 대한 그의 노력에 대한 경의를 표합니다. 라고 표기되어 있다.

 미국은 기존 오바마 행정부에서 체결된 핵 협정은 2025년이 되면 핵협정 만료기간이 되어 이란 비핵화 협정의 효력 상실되어, 이란이 결국은 핵무기를 만들수 있는 등 결정적인 단점으로 인해 이란에 재협상 요구 하면서, 2018년 5월 8일에 핵협정에서 탈퇴하였다.

## 요약
이란 핵합의는 2015년 7월 이란이 유엔 안보리 상임이사국인 미국, 영국, 프랑스, 중국, 러시아와 독일 등 6개국 및 유럽 연합 (EU)(P5+1)과 맺은 협정을 말한다. 이란이 핵개발 프로그램을 포기하는 대가로, 미국과 유럽연합(EU)이 이란에 대한 경제제재를 해제한다는 내용이 주요 골자다.

## 협상 과정

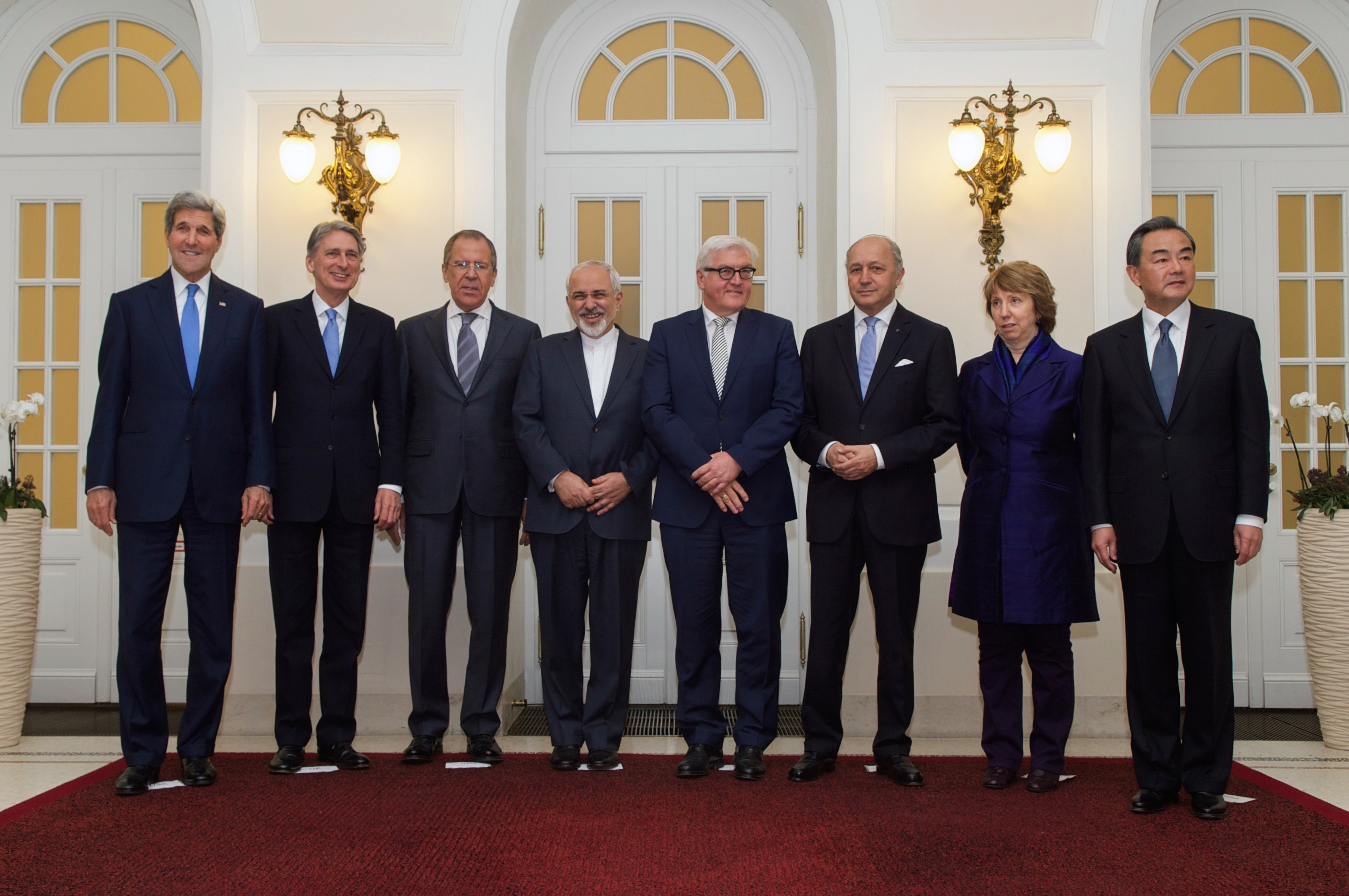
2014년 11월 24일 오스트리아 비엔나의 UN 상임 이사국과 유럽 연합 (P5 + 1 국가), 유럽 연합 및이란 외무부 장관

이란 비핵화의 협상은 1년 6개월 이상 지속된, 즉 20개월에 걸친 미국과 이란간의 이란 비핵화를 위한 치열한 13차에 걸친 실무 협상 끝에, 최종적인 이란 비핵화 협정문이 타결되었다.
1차 실무 협상은 2014년 2월 18일에서 20일까지 지속된후 (18–20 February 2014, Vienna)
13차 최종 실무 협상은 2015년 2월에 이루어졌다.

## 협정 파기
미국 대통령은 국내법에 따라 90일마다 이란의 협정 준수 여부를 결정하고, 약 6개월 즉 120일마다 이란 제재 유예 갱신 여부를 결정해야 한다.
2018년 5월 8일 미국의 트럼프 대통령은 이란측에 기존에 체결 된 협정의 종료 이후에는 이란이 핵무기를 개발 할 수 있도록 하는 기존 협정의 종료 기간 철폐와 이란의 공식 승인을 받아야만, 이란이 신고한 핵시설 이외에, 추가로 이란이 비밀리에 핵무기를 개발하는 시설을 검사할 수 있는 제한규정 철폐 하는 조건등을 이란에 요구 하였으며, 이란측에서 협정의 재협상 요구에 답변이 없는것에 대응 하여, 이란에 대한 경제 제재의 회복을 명령하는 대통령 각서에 서명 한 후 공식적으로 이란과의 핵 협정을 철회했다.
2020년 1월 2일, 미국이 가셈 솔레이마니 쿠드스군 사령관을 살해했다.
2020년 1월 5일, 이란이 비핵화 합의를 사실상 탈퇴했다.

## 이란 핵협정에 대한 비판
이란 핵협정은 이란으로부터 위협을 받는 이스라엘을 비롯한 국가로부터 실패한 핵협정이라는 비판을 받고 있다. 즉 이란이 우라늄 농축을 위한 고도의 원심 분리기(advanced centrifuges) 활용 및 농축 우라늄의 비축 (stockpile of enriched uranium and level of enrichment.)을 단속하는 것 등 대한 필수적인 규정이 허술하여, 이란의 핵무기 개발을 근본적으로 막을 수 없다는 것이다.
이란 핵협정의 재 타결 조건으로, 트럼프 대통령은 세가지를 요구한다.
- 하나, 2025년 10월 18일 모든 제재가 해제된다는 조항을 삭제하라.
- 둘, 탄도미사일도 규제해야 한다.
- 셋, 미국이 구체적으로 찾아낸 지정된 핵시설만 IAEA 사찰대상이었는데, 이란의 군사 시설을 포함한 전역에 대한 즉각적인 사찰을 허용하라.[9]

## 이란 핵협정에 대한 국제적 반응
세계 80여개 국가 이상에서 이란의 군사 목적 핵개발 비핵화에 대하여 긍정적 또는 부정적인 다양한 국제적 반응을 내놓았다.

## 같이 보기
- 이란의 핵시설 -eu:Nuclear facilities in Iran
- 이란의 대량 살상무기 Iran_and_weapons_of_mass_destruction
- 키암 1호 이란의 단거리 미사일
- 이란의 핵 문제
- 이란 핵협정 프레임 워크 -포괄적 공동행동계획 수립을 위한 예비 협정.
- 이란의 핵프로그램에 대한 시각 - 이란의 핵 개발의 정당성에 대한 이란과 국제적인 시각
- 이란 핵협정의 협상 과정- 1년 6개월에 걸친 이란 핵협정 과정
- 북미 정상회담 - 한반도 비핵화 협정을 위한 북미 정상간 회담